# コズミン森の戦い
コズミン森の戦い（ポーランド語: Bitwa pod Koźminem）とは、ポーランド王国とモルダヴィア公国との間で行われた戦いである。

## 経過
ポーランドはオスマン帝国のバルカン進出を食い止めるべく、戦役を行おうとした矢先にモルダヴィア公国の侵入を受けた。ポーランド王ヤン1世は、モルダヴィアを統制するために、弟のジグムントをモルダヴィアの公位につけるべく、モルダヴィアに出兵しスチャヴァを包囲した。だがモルダヴィアの焦土戦術、気候の悪化による疾病の蔓延により、スチャヴァ攻囲戦は完全に失敗し、コジミン森の細い街道を退却中に、モルダヴィア軍の襲撃を受け、総動員軍の多数が戦死した。

## 戦後
この敗戦により、モルダヴィアの制圧に失敗したポーランドは以後、オスマン帝国のスルタンスレイマン1世によってモルダヴィアが統制されるようになるまで、モルダヴィアの反抗に悩ませ続けられる事になる。